# Vendula Frintová

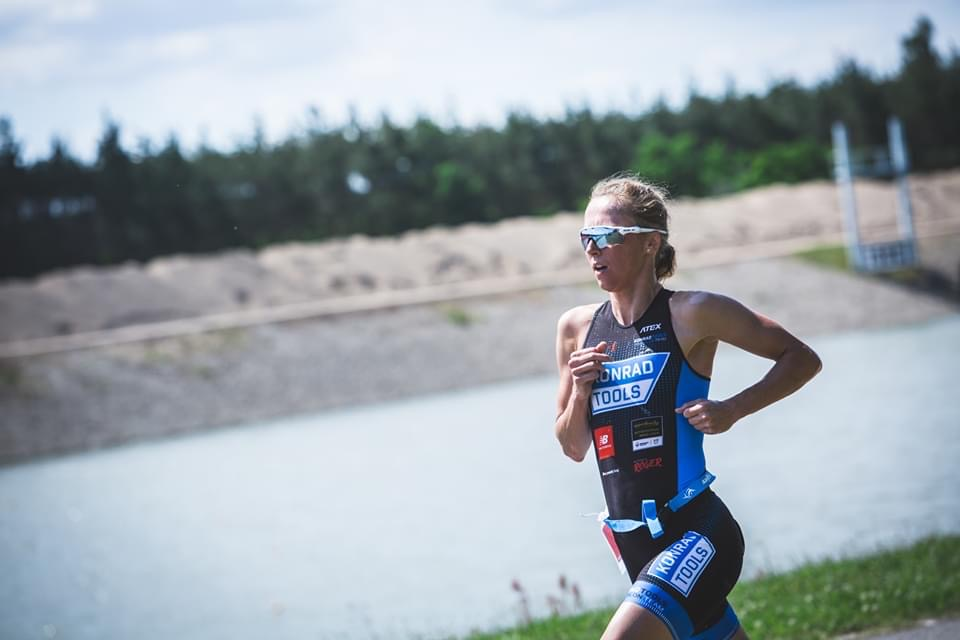

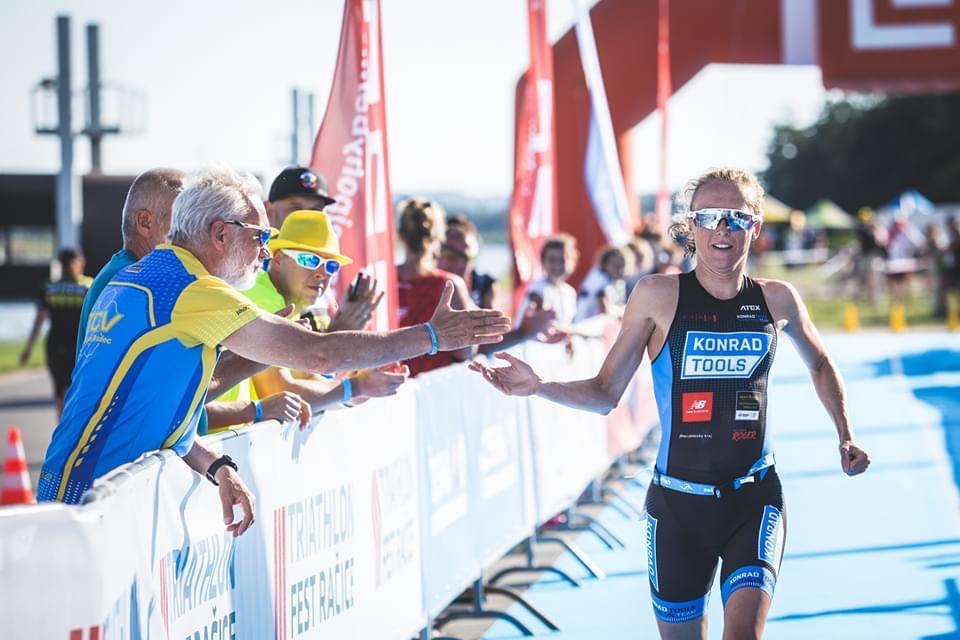

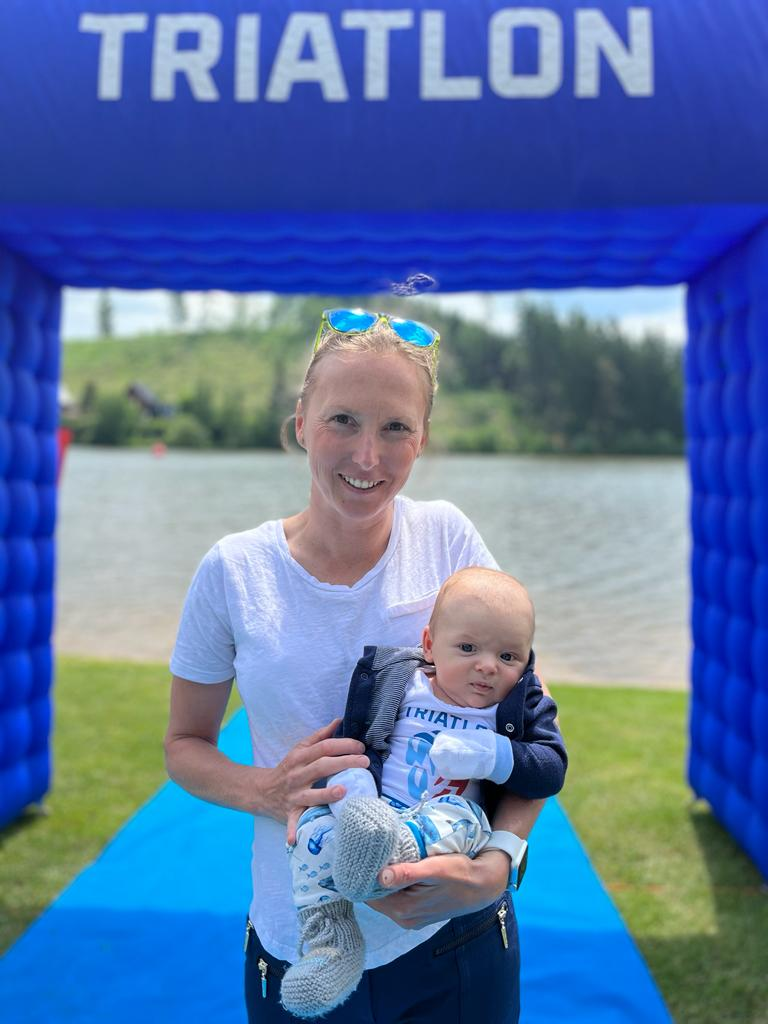

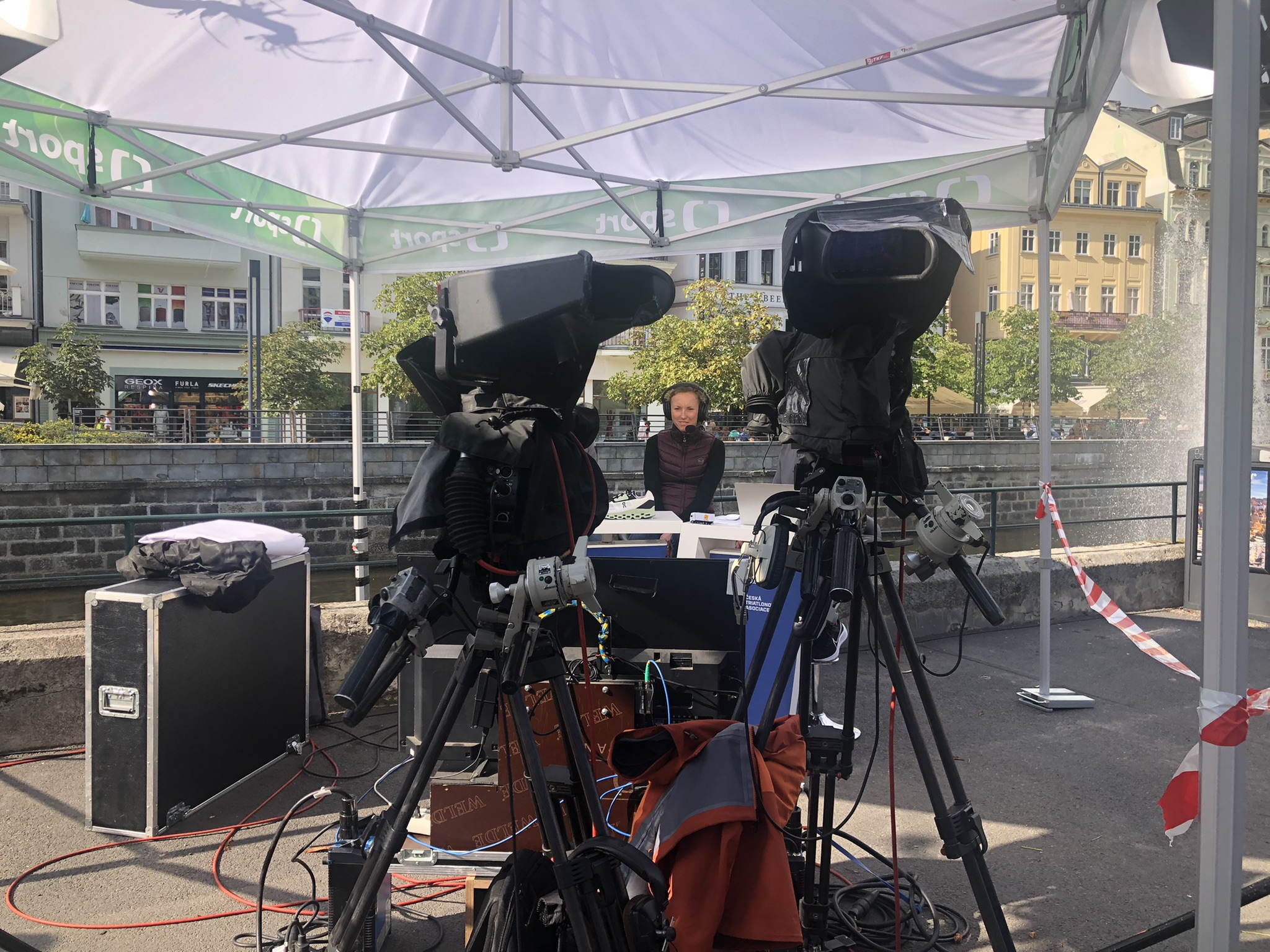

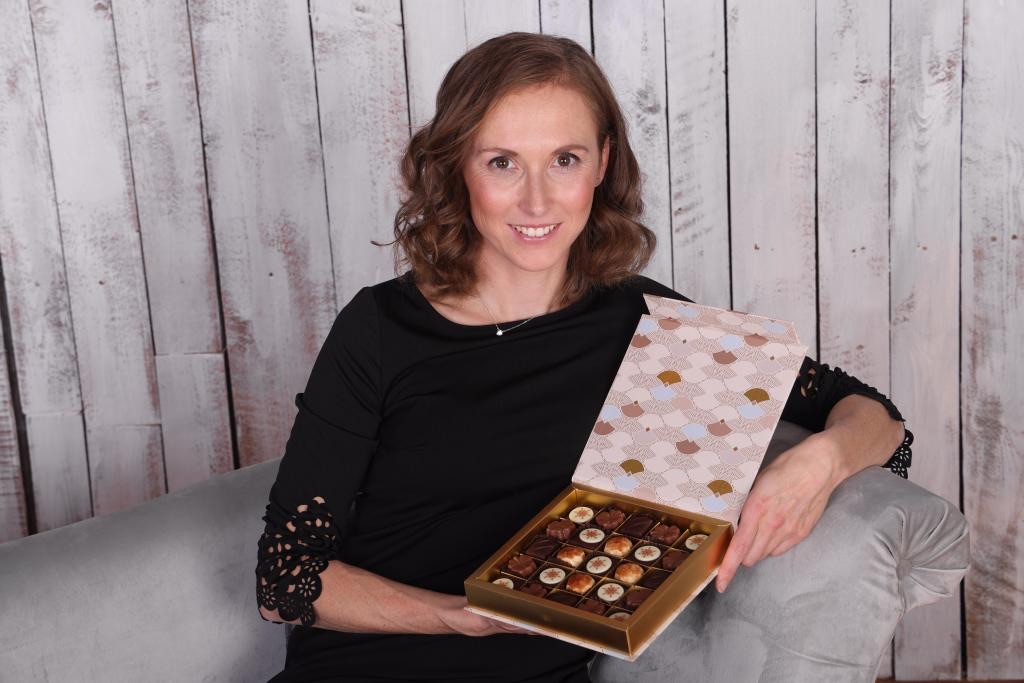

Vendula Frintová, nyní Vendula Divoká (* 4. září 1983, Náchod) je nejúspěšnější česká triatlonistka v olympijském triatlonu.
- 4x vítězka světového poháru
- 4x účastnice olympijských her
- 4x medailistka Mistrovství Evropy
- 2x vicemistryně světa do 23 let
- 41x podium z 217 WT startů
- Mistryně světa v duatlonu [1]
- 5x královnou triatlonu [2]
- Mnohonásobná mistryně České republiky nejen v triatlonu, ale i v atletice.

Mgr. Jiří Seidl, Ph.D. byl jejím osobním trenérem po celou její sportovní kariéru. Sám byl v minulosti úspěšný reprezentant v triatlonu a duatlonu.
Výrazných úspěchů dosahovala již jako juniorka a v letech 2004 a 2005 se stala vicemistryní světa do 23 let. Dne 18. srpna 2008 absolvovala závod na olympijských hrách v Pekingu, kde obsadila 23. místo. Je také trojnásobnou mistryní republiky a mistryní světa v duatlonu z amerického Concordu (2009). V roce 2012 se ji podařilo po velké bojovnosti a navzdory vleklým zraněním nohy probojovat na Olympijské hry do Londýna, kde obsadila 15. místo, což znamenalo nejlepší ženský výsledek.
V roce 2013 se přesunula za přípravou do USA, kde trénuje pod vedením známého trenéra Joela Filliola. Probojovala se i na Olympijské hry do Rio de Janeiro, kde obsadila 27 místo. Olympijské hry v Tokiu nedokončila. Po celou svoji dlouhou sportovní kariéru udržovala konstantní výkonnost a řadila se mezi světovou špičku.
V roce 2008 úspěšně dostudovala na katedře antropologie a genetiky na Přírodovědecké fakultě Univerzity Karlovy v Praze. V roce 2022 vystudovala sportovní diplomacii, Master of Public Administration (MPA) na VŠE pod záštitou Českého olympijského výboru.
V roce 2022 ohlásila narození syna a ukončila svoji přes dvacet let trvající sportovní kariéru.
Po ukončení kariéry si Vendula otevřela v Hradci Králové obchod s belgickou čokoládou a pralinkami a stala se také spolukomentátorkou a expertkou závodů mistrovství světa v triatlonu pro Českou televizi.

## Sportovní výsledky
2022 
- Ukončení sportovní kariéry.[12]

2021 
- 9. místo - Europe Triathlon Championships Valencia
- 12. místo - WT Championship Series Hamburg (mixed ralay)
- 11. místo -WT Championship Series Yokohama

2020 
- 2. místo -Mistrovství ČR v půlmaratonu (Kostěnice)
- 2. místo - Mistrovství ČR v silničním běhu (Praha - Běchovice)
- 66. místo - 24. MISTROVSTVÍ SVĚTA V PŮLMARATÓNU (Gdynia)

2019
- Ocenění Královna triatlonu
- 9. místo - Weert ETU Triathlon European Championships
- 9. místo - Weert ETU Triathlon European Championships (mixed relay)
- 1. místo - Karlovy Vary ITU Triathlon World Cup
- 4. místo - Weihai ITU Triathlon World Cup

2018
- Ocenění Královna triatlonu
- 7. místo - ITU World Triathlon Yokohama
- 1. místo - CZE Triathlon National Championships
- 6. místo - Glasgow ETU Triathlon European Championships
- 1. místo - Karlovy Vary ITU Triathlon World Cup
- 6. místo - Weihai ITU Triathlon World Cup
- 3. místo - Sarasota-Bradenton ITU Triathlon World Cup
- 10. místo - Salinas ITU Triathlon World Cup

2017
- Ocenění Královna triatlonu
- 10. místo - ITU World Triathlon Gold Coast
- 8. místo - Madrid ITU Triathlon World Cup
- 4. místo - Kitzbühel ETU Triathlon European Championships
- 3. místo - Düsseldorf ETU Sprint Triathlon European Championships
- 2. místo - Karlovy Vary ITU Triathlon World Cup
- 1. místo - Huelva ITU Triathlon World Cup
- 1. místo - Melilla ETU Triathlon European Cup Final

2016
- Ocenění Královna triatlonu
- 8. místo - ITU World Triathlon Gold Coast
- 6. místo - Cagliari ITU Triathlon World Cup
- 4. místo - Lisbon ETU Triathlon European Championships
- 9. místo - ITU World Triathlon Stockholm
- 6. místo - ITU World Triathlon Grand Final Cozumel
- 27. místo - Olympijské hry Rio de Janeiro

2015
- 3. místo - New Plymouth ITU Triathlon World Cup
- 4. místo - ITU World Triathlon Auckland
- 4. místo - Geneva ETU Triathlon European Championships
- 8. místo - Alanya ITU Triathlon World Cup

2014
- 10. místo - ITU World Triathlon London
- 6. místo - Kitzbühel ETU Triathlon European Championships (mixed relay)
- 8. místo - ITU World Triathlon Chicago
- 1. místo - CZE Triathlon National Championships
- 1. místo - Karlovy Vary ETU Triathlon European Cup
- 2. místo - Alanya ITU Triathlon World Cup

2013
- Nejlepší sportovec města Brna
- 3. místo - Mistrovství Evropy Alanya (TUR)
- 3. místo - Sarasota ITU Triathlon Pan American Cup
- 6. místo - ITU World Triathlon Yokohama
- 4. místo - Palamos ITU Triathlon World Cup
- 8. místo - Karlovy Vary ITU Triathlon European Cup
- 9. místo - Alicante ITU Triathlon World Cup
- 2. místo - Tongyeong ITU Triathlon World Cup

2012
- Triatlonista roku
- 1. místo - Mistrovství ČR Brno
- 15. místo - Olympijské hry Londýn (GBR)
- 5. místo - Mistrovství Evropy Eilat (ISR)
- 8. místo - Cape Town ITU Sprint Triathlon African Cup

2011
- 4. místo - Evropský pohár sprint Cremona (ITA)
- 5. místo - Světový pohár Mooloolaba (AUS)
- 2. místo - Mistrovství Oceánie Wellington (NZL)
- 2. místo - Mistrovství Evropy Pontevedra (ESP)

2010
- 19. místo - závod série MS Madrid (ESP)
- 11. místo - Mistrovství Evropy Athlone (IRL)
- 1. místo - Mooloolaba ITU Triathlon World Cup
- 1. místo - AACT Summer Series Canberra 3000m (AUS)

2009
- 1. místo - Mistrovství světa v duatlonu
- 9. místo - závod MS Tongyeong
- 9. místo - závod MS Kitzbühel
- 15. místo - závod MS Madrid
- 42. místo - závod MS Londýn
- 18. místo - finále MS Gold Coast
- 23. místo - v konečném hodnocení MS
- 1. místo - EP Kierdzinsky-Kozle
- 6. místo - EP Brno (duatlon - defekt)
- 1. místo - Hong Kong ITU Asian Cup
- 1. místo - MČR Poděbrady
- 1. místo - MČR Brno
- 1. místo - MČR Mělník
- 1. místo - v konečném hodnocení MČR
- 1. místo - International Duathlon Gernika (duatlon)

2008
- 3. místo - Tongyeong BG Triathlon World Cup
- 6. místo - Tiszaujvarosz BG Triathlon World Cup
- 7. místo - Huatulco BG Triathlon World Cup
- 20. místo - v konečném hodnocení SP
- 23. místo - Olympijské hry Peking
- 36. místo - ITU World Championships Vancouver
- 1. místo - MČR Sokolov
- 1. místo - Kierdzinsky-Kozle ITU Triathlon Premium European Cup
- 3. místo - Holten ITU Triathlon Premium European Cup
- 3. místo - Hong Kong ITU Asian Cup
- 1. místo - International Triathlon Seoul - Incheon
- 1. místo - International Duathlon Gernika

2007
- 3. místo - Rhodes BG Triathlon World Cup
- 10. místo - Lisbon BG Triathlon World Cup
- 15. místo - Kitzbuhel BG Triathlon World Cup
- 34. místo - Beijing BG Triathlon World Cup
- 1. místo - MČR Karlovy Vary
- 1. místo - Bundesliga Kiel
- 3. místo - Holten ITU Triathlon Premium European Cup
- 3. místo - Hong Kong ITU Asian Cup
- 1. místo - Gernika (duathlon)

2006
- 3. místo - Richards Bay BG Triathlon World Cup
- 9. místo - Madrid BG Triathlon World Cup
- 9. místo - Salford BG Triathlon World Cup
- 28. místo - ITU World Championships Lausanne
- 4. místo - ITU Estoril European Cup Triathlon
- 2. místo - Mezinárodní Mistrovství Německa - Schliersee
- 1. místo - City Triathlon Karlovy Vary 2006, MČR
- 1. místo - ČP triatlon Mělník
- 3. místo - ITU Rimini European Championships (duathlon)

2005
- 2. místo - MS U23 Gamagori
- 23. místo - ME Lausanne
- 4. místo - ITU World Cup Hamburg
- 4. místo - ME U23 Sophia
- 1. místo - Sandoz Alpen Triathlon
- 3. místo - MČR Plzeň (1. U23)
- 1. místo - ME Debrecen (duathlon)
- 1. místo - MČR Dobřany (duathlon)
- 3. místo - MČR v atletice (5000m) (run)
- 2. místo - halové MČR (3000m) (run)
- 1. místo - MČR v krosu (run)

2004
- 2. místo - MS U23 Madeira
- 2. místo - ME Swansea (duathlon)
- 3. místo - AMS Mallorca
- 5. místo - ME U23
- 4. místo - SP Madrid
- 5. místo - SP Tongyeong
- 6. místo - SP Rio de Janeiro
- 8. místo - SP Hamburk
- 13. místo - v konečném hodnocení SP
- 2. místo - MČR elite
- 1. místo - MČR U23
- 1. místo - ČP Plzeň
- 3. místo - ČP Ekolsuperprestige Brno
- 1. místo - MČR 5000m (run)

2003
- 1. místo - ME U23 (Echternach -Lucembursko)
- 1. místo - ME družstva ženy (Karlovy Vary)
- 1. místo - MČR ženy elite K23 (Praha)
- 1. místo - ITU Race Seroak (Korea)
- 2. místo - ITU Race Praha
- 3. místo - ITU Race Brno
- 1. místo - ČP ženy elite K23

2002
- 1. místo - MČR TT
- 1. místo - v celkovém hodnocení ČP TT
- 1. místo - v Závodě Olympijských nadějích
- 28. místo - MEJ TT (Maďarsko - Györ)
- 3. místo - MEJ TT družstva
- 1. místo - EPJ Losheim
- 2. místo - EPJ Gratz
- 3-4. místo - celkové hodnocení EPJ
- 1. místo - MČR 5000m ("22") (run)
- 2. místo - MČR 3000m (run)
- 1. místo - MČR kros (run)
- 46. místo - MEJ kros (Chorvatsko - Medulin) (run)
- 1-2. místo - Českého běžeckého poháru (run)
- 3. místo - NIKE Woman's Run (run)

Všechny výsledky na okruhu ITU http://www.triathlon.org/athletes/results/vendula_frintova/196/